# Trung Ý
Trung Ý hay miền Trung nước Ý (tiếng Ý: Italia centrale) là một trong năm vùng thống kê chính thức của Ý theo Viện thống kê quốc gia của nước này (ISTAT) và cũng là một vùng cấp một Liên minh châu Âu. Vùng Trung Ý gồm bốn trong số 20 vùng hành chính (region) cấu thành nước Ý:
- Lazio
- Marche
- Toscana
- Umbria